# カテゴリ
カテゴリ（独: Kategorie、英: Category、仏: Catégorie）は、 ある特定の領域や範囲を示す言葉 。カテゴリーとも表記する。語源はギリシア語の κατηγορια。漢訳語では範疇（はんちゅう）であり、洪範九疇に由来する。

## 概説
アリストテレスによって哲学用語として採用された。アリストテレスにおいてカテゴリは存在のもつ10の基本的性質をあらわし、存在論における基本概念のひとつであったが、イマヌエル・カントは人間認識を基礎付ける超越論的制約のひとつ、純粋悟性概念をカテゴリと呼び、その意味を認識論的意味へと転換した。
哲学用語としての「基本範疇」の意味から発展して、各種分類学などでもカテゴリの用語が用いられることがある。また最近ではウェブディレクトリなどで、範疇という漢訳語を用いずに、英仏独語の音訳であるカテゴリの語が用いられている。
数学では圏または範疇のことをカテゴリと呼ぶ。

## 歴史

### 古代
ギリシア哲学において、カテゴリは単に物質の基礎的な元素（土、水、風、火など）を表す。認識問題そして存在と意識の相互関係について高まる関心とともに、哲学的なカテゴリ体系は決定的に発展した。

#### プラトンにおけるカテゴリ
プラトンは以下の五つのカテゴリを区別した。
1. 存在 (Sein)
2. 同一性 (Identitat)
3. 多様性 (Verschiedenheit)
4. 変化 (Veränderung)
5. 存続 (Beharrung)

であり、これらをプラトンは魂のあかし（Zeugnisse der Seele）とみなした。

#### カテゴリの本来的な創設者としてのアリストテレス
哲学的なカテゴリの本当の創設者はアリストテレスである。彼は最初にカテゴリを体系的に研究した。彼は、論理学を研究をするための基礎であり、道具であるとして、まず、述語（命題「PはQである」というときの「Qである」にあたる）の種類を以下のように１０に区分する。彼は、次いで、形而上学において、存在者を多義的なものであるとして、存在をカテゴリに従って10に分類した。彼によれば、個物を「第一実体」であるが、カテゴリにおける「実体」は、述語として用いられ「類」や「種」をあらわすが、普遍者であるゆえ「第二実体」とした。それによって、'Aussageweise'から'Seinsweise'への移行がおこる。
1. 実体
2. 量
3. 質
4. 関係
5. 場所
6. 時間
7. 位置
8. 所有
9. 能動
10. 受動

実体以外の残りのカテゴリは、実体のより詳細な特徴付けに資する。彼は対象の分類としてカテゴリを解する。
カテゴリは、少なくとも以下の二種の条件を満たすべきである。
- 形式上：分類（Klasse）の数は無限であり、その分割は空虚であり、その統合は多様性(Universum)を束ねる。
- 実質上：分類からのどの個物もひとつの分類に属さねばならない。すなわち、決して他の分類に入れられえない。

この条件は、しかし、アリストテレスも抱えていたカテゴリの境界付けに関する困難へと導く。「関係」と「質」についての、そして「量」についての境界付けは、分類に際して連続のうちに現れる「場所」と「時間」をもっては明らかにならない。アリストテレスの範疇論は、哲学の発展上に広範囲の影響をもち、現在の哲学においてもなお部分的には及んでいる。

### 中世

#### 聖トマス
トマス・アクィナスは、アリストテレスの10の範疇に、以下の六つの超範疇的概念を加えた。
1. もの
2. 存在者
3. 一 (曖昧さ回避)
4. あるもの
5. 善
6. 真

### 近世
哲学的範疇論に対する重大な貢献を、古典的ドイツ哲学、取り分けイマヌエル・カントとG.W.F.ヘーゲルが果たした。

#### カント
カントは、その著書『純粋理性批判』において、カテゴリを客観的実在の反映とはみなさず、純粋悟性の真の主要概念とみなした。
カントに従えば、カテゴリはすべての経験の前提条件であり自然法則をアプリオリに定める。
カントはカテゴリを以下の四つのグループに分けた。
1. 量（単一性、多数性、全体性）
2. 質（実在性、否定性、限界性）
3. 関係（実体性、因果性、相互性）
4. 様態（可能性、現実存在、必然性）

#### ヘーゲル
ヘーゲルは、ドイツ哲学の包括的なカテゴリ体系にまで発展させた。彼はとりわけ―たとえ観念論的形式においても―異なった哲学的カテゴリの間に弁証法的観点を際立たせた。